# (28601) Benton
(28601) Benton est un astéroïde de la ceinture principale.

## Description
(28601) Benton est un astéroïde de la ceinture principale. Il fut découvert le 4 mars 2000 aux monts Santa Catalina par le projet CSS. Il présente une orbite caractérisée par un demi-grand axe de 2,23 UA, une excentricité de 0,14 et une inclinaison de 2,7° par rapport à l'écliptique.

## Compléments